# Kortesaari (ö i Jämsä, Nytkymenjärvi)
Kortesaari är en ö i Finland. Den ligger i sjön Nytkymenjärvi och i kommunen Jämsä i den ekonomiska regionen  Jämsä  och landskapet Mellersta Finland, i den södra delen av landet, 190 km norr om huvudstaden Helsingfors. Öns area är 2,3 hektar och dess största längd är 250 meter i sydöst-nordvästlig riktning.